# سورد آرت أونلاين ألترنيتيف: غان غيل أونلاين
'فن السّيف على الإنترنيت البديل غان غايل أونلاين' (ソードアート・オンライン オルタナティブ ガンゲイル・オンライン Sōdo Āto Onrain Orutanatibu Gangeiru Onrain)
هي سلسلة روايات خفيفة للكاتب الياباني كييتشي شيغوساوا والرسام كوهاكو كيروبوشي وهي مستلهمة من سلسلة سورد آرت أونلاين للكاتب ريكي كاواهارا.المانغا مستوحاة من الرواية الخفيفة وتم نشرها في 2015.تم الإعلان عن أنمي سيعرض في أبريل 2018 القادم.

## حبكة
كارين كوهيرويماكي طالبة يبلغ طولها 183 سم (6 أقدام) غير واثقة على طولها، وهي سيئة في التعامل مع الناس في العالم الحقيقي. دخلت عالم غان غيل أونلاين مع أفاتار الخاص بها لين الذي هو أقل من 150 سم (5 أقدام) ويرتدي الوردي. تلتقي بفتاة جميلة بنية البشرة افاتارها بيتوهوي، بيتوهوي تضغط على لين للمشاركة في فرقة جام، فريق المعركة الملكي.

## الشخصيات
لين (Ren レン)\كارين كوهيرويماكي (Kohiruimaki Karen 小比類巻 香蓮)
أداء صوتي: توموري كوسونوكي
بيتوهوي (Pitofūi ピトフーイ)
أداء صوتي: يوكو هيكاسا
إم (Emu エム)
أداء صوتي: كازويوكي أوكيتسو
فوكاجيرو (Fukajirō フカ次郎)
أداء صوتي: تشيناتسو أكاساكي

## ميديا

### رواية خفيفة
أعلنت دينغيكي بانكو في 18 سبتمبر 2014 أنّ كايتشي سيغساوا سيقوم بكتابة رواية خفيفة مستوحاة من سلسلة سورد آرت أونلاين للكاتب ريكي كاواهارا، وسيشرف على السلسلة كاواهارا والرسام كوهاكو كيروبوشي وقد نشرت ASCII Media Works المجلد الأول في 10 ديسمبر 2014.

### مانغا
أطلق تاتامي تاموري المانغا في مجلة دينغيكي ماوه التابعة لشركة النشر ASCII Media Works في 27 أكتوبر 2015.

### أنمي
أعلنت دينغيكي ماوه في مهرجان خريف 2017 أنه سيتم إطلاق أنمي مقتبس من المانغا. سيكون ماسايوكي ساكوي المخرج و يوسكي كورودا الكاتب ومصمم الشخصيات يوشيو كوساكي في استوديوهات 3 Hz.
سيتم إطلاق الأنمي في أبريل 2018 ويبث في شبكات Tokyo MX، BS11، GYT، GTV، MBS، TVA
شارة البداية "النجوم المتساقطة" ("Ryūsei" "流星") من تلحين إير أوي وشارة النهاية من تلحين توموري كوسونوكي.

## استقبال
في النصف الأول لسنة 2015 صُنفت الرواية في المرتبة 11 للروايات الأكثر مبيعا بِمجلديْها الأول والثاني (المرتبة 8، 12 على التوالي)، والمجلد الرابع في المرتبة 25 في النصف الأول لسنة 2016.

## روابط خارجية
- الموقع الرسمي
 (باليابانية)
- سورد آرت أونلاين ألترنيتيف: غان غيل أونلاين على موقع ANN manga (الإنجليزية)